# Production de riz en Roumanie

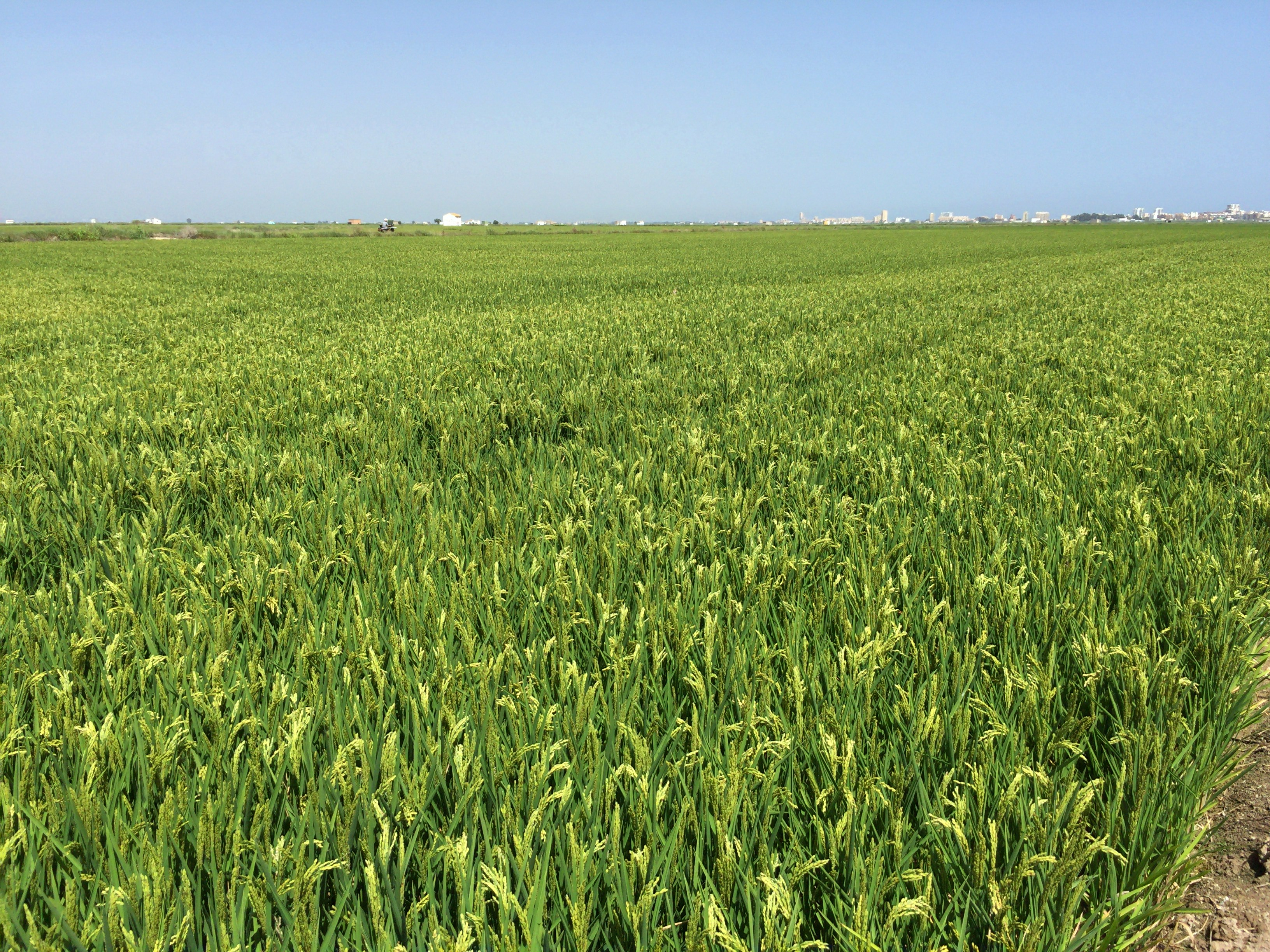
Champ de riz.

La production de riz en Roumanie joue un rôle assez important dans l'approvisionnement alimentaire en Roumanie et est cultivée en grande partie pour la consommation intérieure mais aussi pour les exportations. En 2009, la Roumanie cultivait environ 12 900 hectares de rizières ce qui place le pays au troisième rang de l'Union européenne en termes de superficie rizicole. Les zones de culture les plus importantes sont situées le long du Danube dans les județs de Ialomița, Brăila, Olt et Dolj. En 2009, la production de riz a atteint 72 500 tonnes avec un rendement de 5,62 tonnes/hectare. Selon FAOSTAT, en 2008, la Roumanie était classée sixième pour la production de riz dans l'UE avec 48 917 tonnes, juste après l'Italie, l'Espagne, la Grèce, le Portugal et la France.
En Roumanie, la production de riz a commencé dans les années 1970 lorsque le président Nicolae Ceauşescu, après des visites en Chine et en Corée du Nord, a forcé des paysans et des condamnés à cultiver et à travailler des rizières situées dans le sud-est de la Roumanie dans la commune de Vlădeni. L'action était censée rendre le pays autosuffisant en termes de consommation de riz. Le total des terres cultivées a atteint 49 000 hectares en 1989, mais a chuté de façon spectaculaire entre 2000 et 2003 à 500 hectares. En 2003, plusieurs entreprises ont réalisé le potentiel de croissance de cette culture en Roumanie et la surface cultivée a commencé à augmenter d'année en année pour atteindre 1 200 hectares en 2004 à 5 600 hectares en 2006 et à 12 900 en 2009.
L'investisseur le plus important dans la production de riz en Roumanie est Riso Scotti Danubio, propriété de la société italienne Riso Scotti, le plus grand producteur de riz en Europe. En 2003, la société a commencé à acheter des terres adaptées à la culture dans les județ de Ialomița, Brăila, Olt et Dolj, possédant un total de 10 000 hectares. En 2009, Riso Scotti a cultivé environ 6 000 hectares avec du riz, le reste de la terre étant actuellement préparé pour être utilisé. La même année, la production s'élevait à 30 000 tonnes. Environ 60 % de la production est destinée à un usage interne et 40 % est exportée vers la Slovaquie, la République tchèque, la Pologne, la Lituanie, la Lettonie, la Hongrie, la Serbie, la Grèce, la Bulgarie, l'Arménie et la Moldavie. Une autre entreprise importante est Padova Agricultura détenue par la société italienne Gruppo Roncato qui possède 4 200 hectares cultivés avec du riz dans județ de Brăila. En 2009, l'entreprise a produit 36 000 tonnes de riz qui ont été principalement exportées vers l'Italie et la Turquie mais également livrées à Riso Scotti. Le troisième plus grand producteur de riz en Roumanie est également une société italienne, Beg Agricultura, qui possédait 1 100 hectares de riz cultivé dans le județ d'Olt et a eu une récolte de 6 500 tonnes en 2009.